# Bruni d'Entrecasteaux
Antoine Raymond Joseph de Bruni d'Entrecasteaux (fransk udtale: [ɑ̃twan ʁɛmɔ̃ ʒɔzɛf də bʁyni dɑ̃tʁəkasto]) (8. november 1737 – 21. juli 1793) var en fransk flådeofficer, opdagelsesrejsende og koloniguvernør. Han er mest kendt for sin udforskning af den australske kyst i 1792, da han ledte efter La Pérouse ekspeditionen. Antoine Bruni d'Entrecasteaux kaldes normalt bare Bruni d'Entrecasteaux eller Bruny d'Entrecasteaux, som er et sammensat efternavn (afledt af hans fars efternavn Bruni og familiens oprindelse i Entrecasteaux i det sydøstlige Frankrig).

## Tidlig karriere
Bruni d'Entrecasteaux var søn af Dorothée de Lestang-Parade og Jean Baptiste Bruny og født i Aix-en-Provence i 1739. Hans far var medlem af Parlamentet i Provence. Antoine Bruni d'Entrecasteaux blev uddannet på en jesuiterskole og skulle angiveligt have planlagt at blive præst i Jesuiterordenen, men hans far greb ind og fik ham ind i den franske flåde i 1754. Bruni d'Entrecasteaux var aspirant på skibet Minerve med 26 kanoner under Slaget ved Menorca (en del af Syvårskrigen) i 1756, da en fransk flåde slog en britisk flåde. I april 1757 blev han udnævnt til enseigne de vaisseau (fændrik). Hans fortsatte karriere som juniorofficer var uden de store begivenheder, og han synes bare, at have gjort almindelig tjeneste i den Franske Flåde.
I en periode var Bruni d'Entrecasteaux vicedirektør for havne og arsenaler, hvorefter han i 1785 fik kommandoen over en fransk skvadron i Ostindien. Her åbnede han en ny rute til Canton gennem Sundastrædet og Molukkerne, som kunne bruges i den sydøstlige monsunsæson. Han blev derefter udnævnt til guvernør af den franske koloni Isle de France (nu Mauritius).

## Eftersøgning af La Pérouse
I september 1791 besluttede den franske nationalforsamling at sende en ekspedition ud for at lede efter Jean-François de La Pérouse og hans ekspedition, som man ikke havde hørt fra, siden han forlod Botany Bay og den nyoprettede britiske koloni Sydney i marts 1788. Bruni d'Entrecasteaux blev udvalgt til at lede ekspeditionen. Han fik en fregat, Recherche (500 tons), med løjtnant Jean-Louis d'Hesmity-d'Auribeau som næstkommanderende og Élisabeth Rossel som en af officererne. Et lignende skib, Espérance, blev kommanderet af Jean-Michel Huon de Kermadec med de Trobriand som næstkommanderende. En anerkendt hydrografisk ingeniør, Beautemps-Beaupré, kom med som ekspeditionens hydrograf og korttegner.
Da ekspeditionen sejlede ud fra Brest 28. september 1791, blev Entrecasteaux forfremmet til kontreadmiral. Planen for rejsen var at sejle til New Holland (Australien), få landkending ved Cape Leeuwin, Australiens sydvestligste punkt, og derefter sejle langs sydkysten til Van Diemen's Land (Tasmanien) og undersøge hver eneste mulig naturhavn. Derefter skulle de sejle til Venskabsøerne (Tonga) via nordspidsen af New Zealand, så gartneren Félix Delahaye kunne samle levende brødfrugt-træer til plantning i Fransk Vestindien. D'Entrecasteaux skulle derefter følge Pérouses planlagte rute i Stillehavet. Man mente, at La Pérouse ville udforske Ny Kaledonien og Louisiade Arkipelaget, derefter sejle gennem Torres Strait og udforske Gulf of Carpentaria og nordkysten af New Holland.
Da Bruni d'Entrecasteaux nåede Table Bay, Cape Town 17. januar 1792, hørte han, at kaptajn John Hunter (senere guvernør i New South Wales) kort forinden – ud for Admiralty Islands – havde set indfødte i kanoer iført franske uniformer og bælter. Selvom Hunter benægtede, og franskmændene hørte dette, valgte Bruni d'Entrecasteaux alligevel at sejle mere direkte til Admiralty Islands, som i dag er en del af Papua New Guinea. Han sejlede syd om Australien, men fik først landkending ved det sydlige Tasmanien 20. april 1792, og tre dage senere ankrede han op i en bugt, som han gav navnet Baie de la Recherche. I de næste fem uger, indtil 28. maj 1792, udforskede franskmænden omhyggeligt områdets floder i en robåd. Kun få europæere havde sejlet omkring Tasmanien, og man vidste ikke, det var en ø adskilt fra det australske fastland.
Bruni d'Entrecasteaux var heldig at have gode officerer og videnskabsmænd med. Den vigtigste fra et udforskningssynspunkt var den hydrografiske ingeniør og korttegner C.F Beautemps-Beaupré, som i dag regnes for moderne fransk hydrografis fader. Hans arbejde i felten var fremragende, og hans kort, der blev trykt i Frankrig som Atlas du Voyage de Bruny-Dentrecasteaux (1807), er meget detaljerede. Atlasset indeholder 39 kort, hvoraf dem fra Van Diemen's Land er de mest detaljerede. De var i mange år forlægget for de engelske kort over området.
Da Beautemps-Beaupré kortlagde kysten med løjtnant Crétin, opdagede han at Adventure Bay, som blev opdaget af Tobias Furneaux i 1773, var en ø, som var adskilt fra hovedlandet af et smalt men sejlbart stræde. Mellem 16. og 28. maj sejlede alle d'Entrecasteaux' skibe igennem strædet. Port Esperance, Huon River og andre kendemærker blev opdaget, navngivet og kortlagt. Det smalle stræde fik navnet D'Entrecasteaux Channel og øen, der var afskåret fra hovedlandet, Bruny Island.
Herfra sejlede d'Entrecasteux videre ind i Stillehavet. 17. juni nåede de Isle of Pines syd for Ny Kaledonien og sejlede derfra videre nordpå langs vestkysten af Ny Kaledonien. (Bruni d'Entrecasteaux' Rev i den nordvestlige ende New Caledonia Barrier Reef er opkaldt efter ham.) Her passerede skibene Salomonøerne langs de sydlige eller vestlige kyster, sejlede gennem Saint George's Channel mellem New Ireland og New Britain, for endelig 28. juli at få landkending med sydøstkysten af Admiralty Islands. Efter i tre dage at have gennemsøgt den østlige og nordlige kystlinje på hovedøen, besluttede han, at de rygter, han havde hørt i Table Bay, måtte være falske, og han sejlede derfor til Ambon i nutidens Indonesien, hvor han provianterede.
14. oktober sejlede Bruni d'Entrecasteaux endnu engang mod Cape Leeuwin, Australiens sydvestligste punkt, for at følge sin oprindelige ordre, om at søge efter La Pérouse på Australiens sydkyst. 6. december fik han landkending nær Cape Leeuwin og kaldte stedet D'Entrecasteaux Point. Det blev fejret med festligheder med det resultat, at en smed ombord på Recherche, Jean-Marie Marhadour spiste og drak for meget og døde næste dag af et apoplektisk anfald. Vejret var dårligt, og skibene kunne ikke finde King George III Sound, som oprindeligt blev opdaget af Vancouver. Da de sejlede længere mod øst, kom de igennem en lang række øer og farlige sandbanker, som de gav navnet D'Entrecasteaux Islands, der senere blev ændret til Recherche Archipelago.
Da skibene stadig var i det farlige område, ramte en voldsom storm dem 12. december, og begge skibe var tæt på at blive slået til vrag. Heldigvis fandt de en god ankerplads, og de red stormen af. De gik i land på fastlandet og opkaldte stedet efter Legrand, som havde opdaget ankerpladsen, og det skib han var på, Espérance. Byen Esperance blev senere anlagt her. Beautemps-Beaupré lavede en hurtig opmåling af øerne i arkipelaget. Man fandt ikke ferskvand, og 18. december fortsatte skibene mod øst og ind i Great Australian Bight. Her var kysten endnu mere gold, og manglen på vand var efterhånden alvorlig.
4. januar 1793 var Bruni d'Entrecasteaux tvunget til, fra en position nær Bruni d'Entrecasteaux Reef, at sejle direkte til Van Diemens Land. Hvis ikke, havde han gjort alle de opdagelser, som Bass og Flinders gjorde nogle få år senere. og et fransk "Terre Napoléon" kunne være blevet en realitet.[kilde mangler]
Skibene ankrede op i Recherche Bay 22. januar, og ekspeditionen opholdt sig 5 uger i området, hvor de forsynede sig med vand og rekreerede besætningerne. Der var også tid til naturhistoriske og geografiske opdagelser. Beautemps-Beaupré kortlagde sammen med andre officerer de nordlige dele af Storm Bay. En del af bugten viste sig at være udmundingen af en flod, der fik navnet Rivière du Nord, men som få måneder senere blev omdøbt til Derwent River af den næste besøgende i området, kaptajn John Hayes med skibene Duke of Clarence og Duchess.
28. februar sejlede d'Entrecasteaux fra Tasmanien mod Venskabsøerne (Tonga) og fik undervejs landkending med New Zealand og Kermadec Islands. På Venskabsøerne konstaterede han, at de indfødte huskede Cook og Bligh, men ikke kendte noget til La Pérouse. Han sejlede derefter tilbage til Ny Kaledonien og ankrede op ved Balade. Den forgæves søgen efter La Pérouse fortsatte med Santa Cruz, derefter sydkysterne af Salomonøerne, de nordlige dele af Louisiade Archipelaget, Dampier Strait, nordkysten af New Britain og sydkysten af Admiralty Islands, nordkysten af New Guinea og derefter til Molukkerne.
På dette tidspunkt var ekspeditionen i en næsten desperat tilstand, til dels fordi officererne var hårdnakkede royalister og besætningerne lige så hårdnakkede revoultionære. Kermadec var død af tuberkulose ved Balade, og 21. juli 1793 døde d'Entrecasteaux selv af skørbug ud for Hermit Islands.
Herefter overtog Auribeau kommandoen over ekspeditionen, og Rossel erstattede Kermadec. Auribeau sejlede skibene til Surabaya. Her hørte de, at en republik var proklameret i Franfrig. 18 februar 1794 overgav Auribeau skibene til de nederlandske myndigheder, så de ikke skulle falde i hænderne på den nye revolutionære franske regering. Auribeau døde en måned senere og Rossel sejlede fra Java i januar 1795 ombord på et nederlandsk skib og kom til Table Bay i april 1795. Her sejlede hans skib uventet uden ham og med ekspeditionens papirer. Skibet blev opbragt af briterne. Rossel sejlede derefter med et krigsskib, men dette blev også opbragt af briterne. Rossel valgte at blive i England og samarbejdede med briterne om ekspeditionens opdagelser. Efter Freden i Amiens i 1802, blev ekspeditionens papirer returneret til Rossel, som dermed var i stand til at udgive en fortælling om hele rejsen.

## Australske stednavne opkaldt efter d'Entrecasteaux
Følgende steder er direkte opkaldt efter d'Entrecasteaux:
- Western Australia
  - Point D'Entrecasteaux 34°50′S 116°0′Ø / 34.833°S 116.000°Ø
  - D'Entrecasteaux National Park 34°36′S 115°56′Ø / 34.600°S 115.933°Ø
- South Australia
  - D'Entrecasteaux Reef	31°58′S 131°55′Ø / 31.967°S 131.917°Ø
- Tasmania
  - Bruny Island 43°22′S 147°17′Ø / 43.367°S 147.283°Ø
  - D'Entrecasteaux Channel 43°15′S 147°15′Ø / 43.250°S 147.250°Ø
  - D'Entrecasteaux Monument Historic Site 43°16′S 147°14′Ø / 43.267°S 147.233°Ø
  - D'Entrecasteaux River 43°28′S 146°50′Ø / 43.467°S 146.833°Ø
  - D'Entrecasteaux Watering Place Historic Site 43°34′S 146°53′Ø / 43.567°S 146.883°Ø